# デジタルシアター江津中央
デジタルシアター江津中央（デジタルシアターごうつちゅうおう）は、島根県江津市にかつて存在した日本の映画館。小野沢興行株式会社によって運営されていた。
当館の前身となった映画館『江津あけぼの館』（ごうつあけぼのかん）についても本項で述べる。

## 歴史

### あけぼの館の時代
1948年（昭和23年）5月、当時の那賀郡江津町江津において、室崎興行運営による『江津あけぼの館』として設立・開業する。開館10年後の1958年（昭和33年）1月31日には、プロパンガスの元栓が緩んだとみられる火災で焼失するも、程なくして再建している。
日本の映画館数とその観客動員数は1958年頃にピークを迎え、江津市では曙町にニューあけぼのシネマが1959年（昭和34年）にオープン。翌1960年には合併相手の都野津町に共栄劇場がオープンし、3スクリーンに増設したが、ニューあけぼのシネマは1963年（昭和38年）、共栄劇場は1965年（昭和40年）頃に閉館といずれも短命に終わり、あけぼの館が同市唯一の映画館となった。
1973年（昭和48年）、室崎興行はあけぼの館を閉鎖・解体し映画館事業から撤退。跡地は2024年（令和6年）現在、ビジネスホテル「スーパーホテル江津駅前」が建っている。

### あけぼの中央〜デジタルシアターの時代
その後、益田市を中心に映画館やアミューズメント施設を手掛けた小野沢興行があけぼの館の経営権を取得。小野沢興行は市街地から離れた国道9号沿いの同市二宮町神主（旧二宮村内）にパチンコ店とボウリング場を有するビルを建設し、その2階に『江津あけぼの中央劇場』（ごうづあけぼのちゅうおうげきじょう。「曙中央劇場」とも）を入居させ新たなスタートを切った。開館2年後の1975年（昭和50年）3月1日、小野沢興行創業者の小野沢勝太郎が死去した。
1997年（平成9年）に益田市の益田中央劇場が『デジタルシアター益田中央』に改称し同県初のデジタル音響を導入すると、翌1998年（平成10年）にあけぼの中央劇場は『デジタルシアター江津中央』に改称しリニューアルオープン。5.1chのデジタルサウンドで新作映画を楽しむ時代に入った。1スクリーンで年間7 - 8作品の邦画・洋画を上映し、特にジェームズ・キャメロン監督の「タイタニック」や宮崎駿監督の「千と千尋の神隠し」は満席になる程の大ヒットとなったが、DVD-Videoの普及などで赤字経営が進んだことや、出雲市の大型商業施設『ゆめタウン出雲』内にシネマコンプレックスのT・ジョイ出雲が2008年（平成20年）6月21日にオープンすることも重なり、同年6月13日「ヒットマン」（ザヴィエ・ジャン監督）の上映を最後にデジタルシアター江津中央は閉館した。この2か月後の8月31日には益田中央も閉館しており、小野沢興行が運営する映画館は完全に消滅した。
閉館10年後の2018年（平成30年）、小野沢興行の初代社長を務めた小野沢明男が死去。小野沢興行も令和改元後の2020年（令和2年）9月に特別清算された。デジタルシアター江津中央があった建物は2024年現在も残存しており、ビルの1階にはパチンコ店『Vinto』（2005年12月25日オープン）が入居している。

## データ
| 館名 （営業年）                                                | 所在地                                                | 観客定員数           | 備考                       |
| -------------------------------------------------------------- | ----------------------------------------------------- | -------------------- | -------------------------- |
| 江津あけぼの館 （1948 - 1973）                                 | 島根県江津市郷田町1215 （開館当時の那賀郡江津町江津） | 552席 （1973年時点） | 現：スーパーホテル江津駅前 |
| 江津あけぼの中央劇場 ↓ デジタルシアター江津中央 （1973 - 2008) | 島根県江津市二宮町神主八315-1                         | 180席 （2008年時点） | 現：Vinto（パチンコ店）    |